# MG34通用機槍
MG34是納粹德國在1934年起採用的彈鏈供彈式機槍、在1935年開始裝備部隊，MG34的口徑為7.92×57毫米（又名8毫米毛瑟彈），與德軍的Kar98k相同。
由於一戰後的德國受到凡爾賽條約所限制而不能制造重型武器，因此德國改為生產中型機槍，MG34在德軍中定位為輕重兩用機槍，在輕機槍模式時會展開內置的兩腳架及使用掛在機匣上的50發彈鼓（內藏彈鏈），而在重機槍模式時會加裝三腳架及直接使用彈鏈供彈。MG34亦是世界上第一種通用機槍。

## 歷史及設計

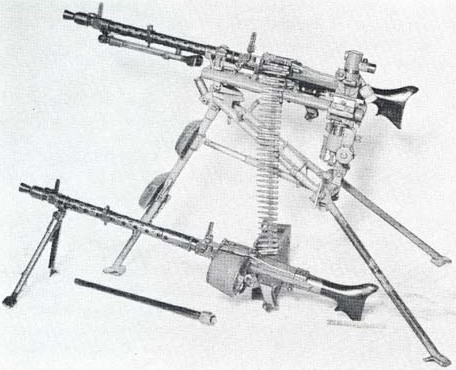
兩把MG34，後方為加裝三腳架的外貌

MG34是1930年代德軍步兵的主要機槍，亦是其坦克及車輛等的主要防空武器。MG34開發原意是為了替代MG13等的老式機槍，但因為德軍的戰線太多，直至整個二戰完結都沒有完全取代，更衍生出更為著名的MG42，而其他老式機槍在二戰中仍然同時服役。MG34由毛瑟公司的海因里希·沃爾默（Heinrich Vollmer）所設計，以萊茵金屬推出的MG30機槍（Solothurn 1930）改良而成，將原有的彈匣供彈改為彈鏈供彈、加入槍管套及提高射速到每分鐘800至900發。MG34在推出後立即成為德軍部隊的主要武器，在西班牙內戰中，德軍士兵协助佛朗哥部隊作战時取得良好的效果，同時MG34亦開始成為通用機槍的初型。MG34的生產需時很長，成本亦很高，每把須用49公斤（108磅）的鋼鐵以鑽削方式才能制造出重12.1公斤的MG34，而由於射速高，槍管較易過熱，也較易出現故障。
MG34可用彈鏈直接供彈，亦可用50發彈鏈裝入的單室彈鼓或75發非彈鏈的雙室彈鼓掛於機匣左面作供彈，但改裝成75發雙室彈鼓後無法直接改回彈鏈供彈。MG34的槍管可以快速更換，只須將機匣與槍管套間的固定鎖打開，再將整個機匣旋轉即可取出槍管套內的槍管。MG34的扳機設計獨特，扳機護環內有一個雙半圓型扳機，上半圓型為半自動模式（印有「E」字），而下半圓型設有按壓式保險的扳機則為全自動模式（印有「D」字）。
輕機槍模式時的MG34連兩腳架重12.1公斤，而中型及重機槍模式時可選重6.75公斤的三腳架或較大型、重23.6公斤名為的三腳架，除了一個可調式照門外，機匣左面有另一個翻開式的長程照門，亦可加望遠式瞄準鏡作長程射擊用途，甚至加裝潛望鏡以令射手保持在戰壕中射擊而無須暴露在火線範圍內。

## 衍生型

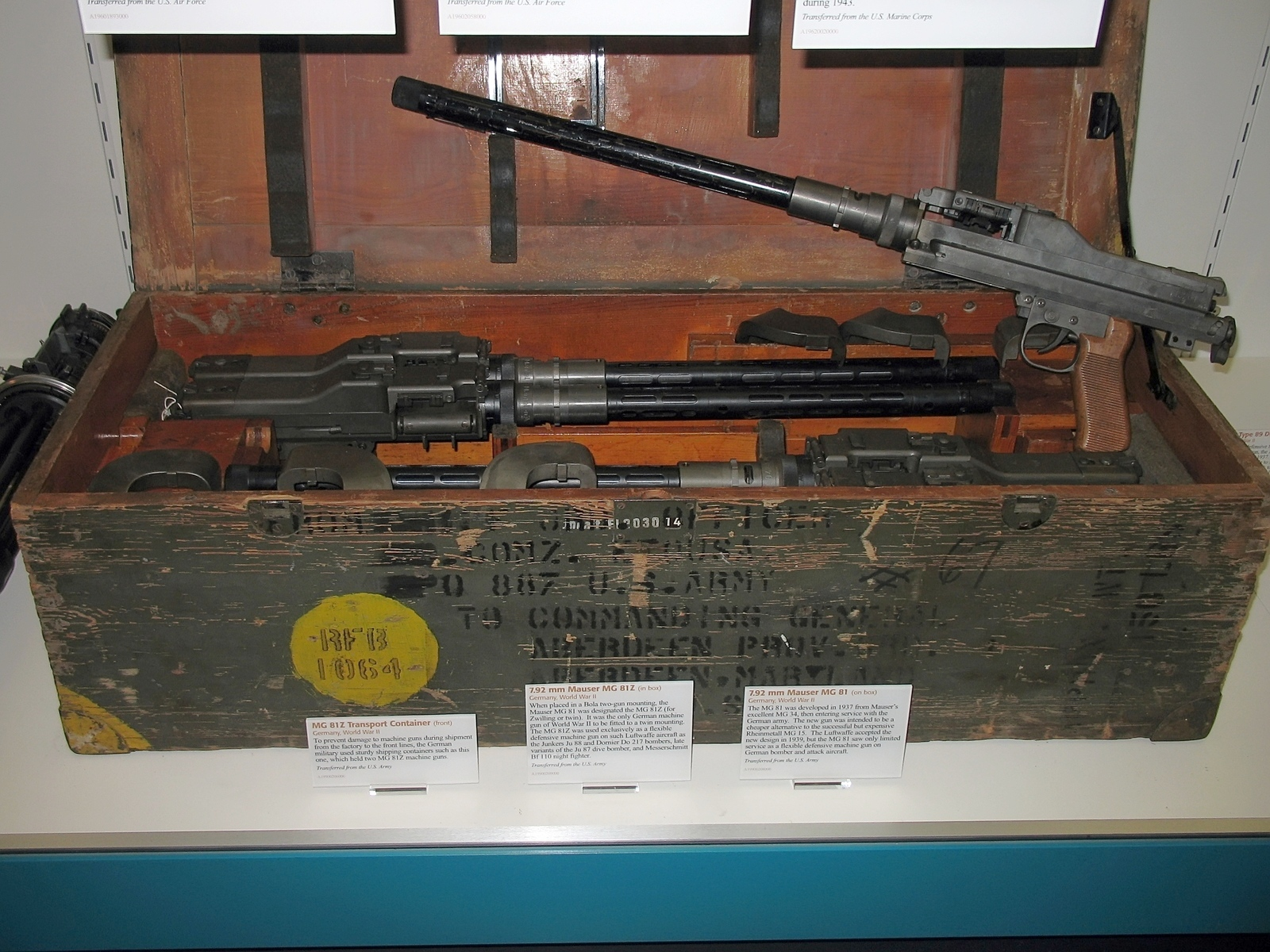
MG81（上）及雙聯裝的MG81Z（下）

### MG34/41
MG34/41是基於二戰早期的意見作出修改，射速提高至每分鐘1200發，重14公斤，只制造了很小數量，與MG39/41一同參與了試驗評選，最終MG39/41勝出，成為了MG42。

### MG34-T
MG34-T是坦克及軍用車輛的同軸及車頂機槍型號，主要分別是槍管套上沒有散熱孔，比原型的MG34稍重。

### MG81
MG81是MG34的空用機槍衍生型，MG81常見於雙聯裝機槍上，分別於左右兩側供彈，而MG81Z（德語，相對於英語，即中文雙重的意思）是採用單一扳機同時控制雙聯裝機槍的版本。MG81的生產數量不足以應付德國部隊的需求，因此MG15及MG17等的機槍仍然二戰中德軍常用的固定式空用機槍及地面武器之一。

## 使用國
- 阿尔巴尼亚
- 阿尔及利亚
- 安哥拉

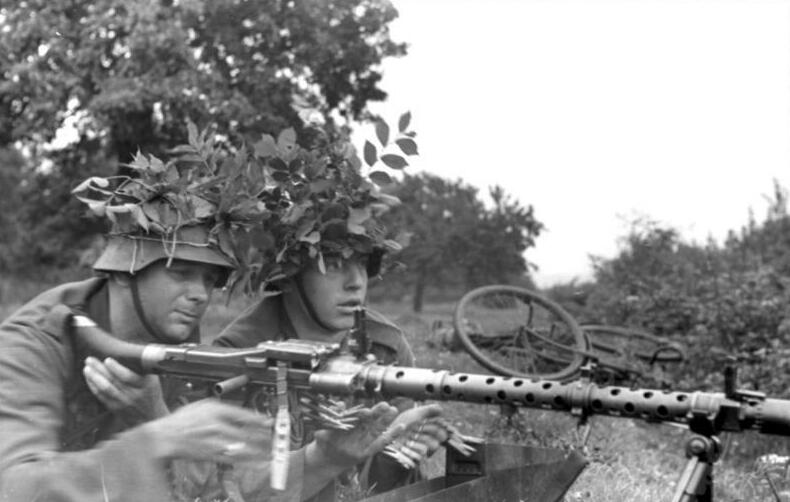
德軍士兵使用MG34，於1944年攝於法國

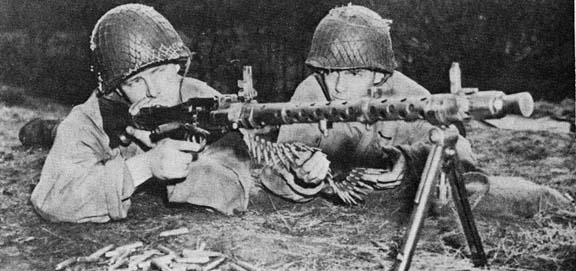
二戰時也有美軍士兵使用繳獲的MG34機槍

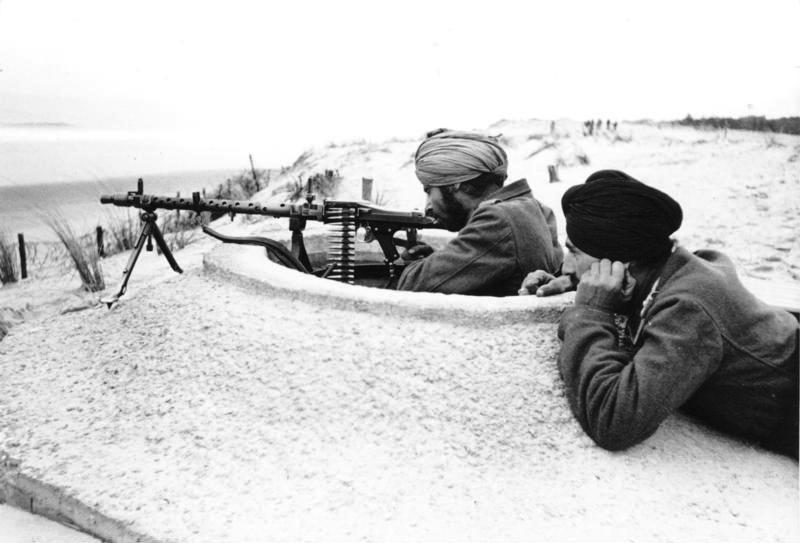
1944年在法國諾曼第的德國自由印度軍團士兵正以MG34守衛大西洋壁壘

- 比利时－二戰時比利時被德軍佔領期間有生產MG34，二戰後繼續使用
- 保加利亞王國
- 克羅埃西亞獨立國
- 捷克斯洛伐克－二戰時捷克斯洛伐克被德軍佔領期間有生產MG34，二戰後繼續使用
- 埃及
- 芬兰
- 法國－二戰時由自由法軍繳獲和二戰後接收自德軍並繼續用於中南半島的戰事
- 东德－與其他戰爭期間裝備作為二線武器給予工人戰鬥隊使用
- 荷蘭
- 匈牙利王國－二戰時由德國供應
- 印度尼西亞
- 以色列－二戰後接收德軍的MG34並用於中東戰爭
- 義大利
- 黎巴嫩
- 納粹德國
- －韓戰時由蘇聯供應
- 挪威－二戰後的挪威軍仍有一段時間使用接收自德軍的MG34
- 葡萄牙－二戰時由德國供應
- 中華民國－中正理工大學槍械室與軍史館有個位數藏槍作為館藏展示，國軍並無採購
- 中华人民共和国－在北京的中國人民革命軍事博物館當中展出了一挺在國共內戰時繳獲自國軍的MG34，此槍已失去槍頭的防火帽，但依槍型與文獻判斷這其實應該是MG13通用機槍
- －中日戰爭期間被韓國光復軍使用，大韓民國國軍在韓戰期間亦有繳獲使用
- 罗马尼亚王国
- 沙烏地阿拉伯
- 苏联－二戰期間大量從德軍手上繳獲使用，戰後輸出到各個社會主義陣營國家作軍援。
- 西班牙－二戰時由德國供應
- 叙利亚
- 土耳其
- 乌克兰
- 越南民主共和国－繳獲自法軍和由蘇聯供應，主要作為防空武器
- 南斯拉夫

## 相關條目

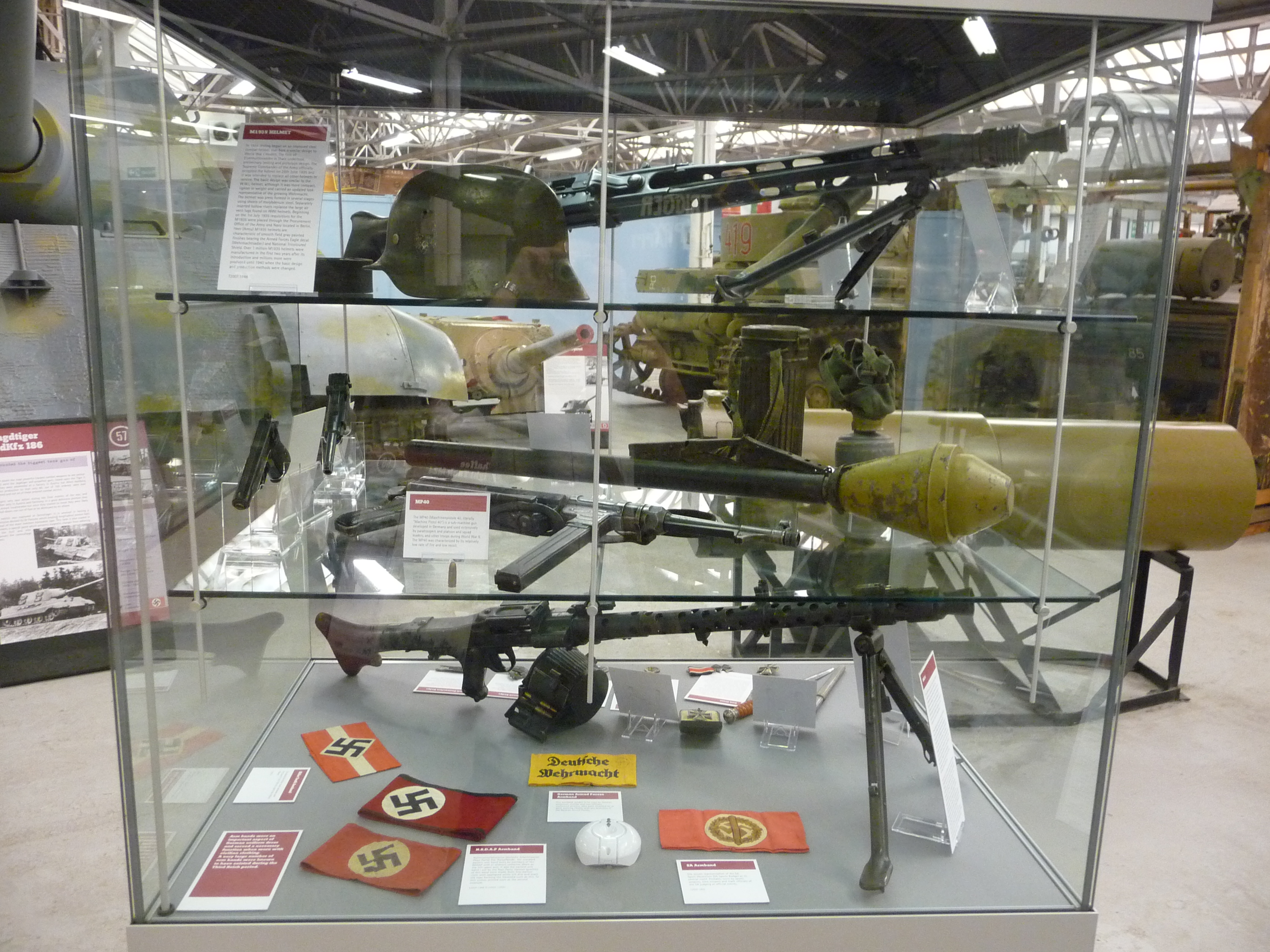
MG42(上)和MG34(下)

## 流行文化

### 電影
- 《勇士們》：由北越士兵所使用。
- 《星際大戰》經典三部曲：風暴兵（Stormtrooper）手持的DLT-19重型爆擊槍是由MG34改裝而成，在槍管上加上了散熱片以及其他細微改動。
- 《星際大戰前傳三部曲》：複製人大軍使用的DC-15A爆擊槍為DLT-19之衍生型，所以原型亦為MG34。

### 電子遊戲
- 《決勝之日》
- 《戰地風雲5》
- 《決勝時刻：現代戰爭》：作為其中一款輕機槍登場，奇怪地射擊後彈殼是從右側拋出，而且使用可散式彈鏈供彈。
- 《Enlisted》：作為BR III的軸心國通用機槍登場。

### 動畫
- 《犬狼傳說》